# École Markarian-Papazian
L'école Markarian-Papazian (en arménien : Մարգարեան-Փափազեան վարժարան) est une école maternelle et primaire franco-arménienne privée située dans le 3e arrondissement de Lyon et fondée en 1988.

## Historique
À partir de 1980, Norvan Zakarian, nommé cette année-là vicaire du légat catholicossal à Lyon, organise des camps journaliers d’été où les enfants apprennent l'arménien tout en ayant des activités ludiques. Il se rend toutefois compte de la nécessité de la mise en place d'une école journalière. Grâce à un don des époux Marc et Arpiné Markarian qui permet l'achat du terrain et la construction du bâtiment, une école ouvre à la rentrée 1988, qui ne comporte alors qu'une classe de petite section de maternelle avec 9 enfants inscrits,. L'amitié qui lie Norvan Zakarian et Albert Decourtray permet à l'école de rejoindre le réseau des écoles catholiques.
Le 25 janvier 1990 est créé l'OGEA (Organisme de gestion de l’école arménienne) pour s'occuper de la gestion de l'école maternelle et primaire Dikran-et-Hrépsimé-Papazian,. L'organisme est présidé par Yves Roussel jusqu'en 1998.
En septembre 1994, l'école est renommée école Markarian-Papazian. Avec l'augmentation des effectifs, l'école s'étend : cour de récréation en 1993, puis construction de l'école en 1996. Cette dernière est inaugurée par le catholicos Garéguine Ier Sarkissian le 1er février 1997. L'école obtient aussi un contrat avec l'État.
L'école Markarian-Papazian attire des élèves d'origine arménienne de toute la région lyonnaise, notamment de Meyzieu, Décines, Rilleux ou encore Villeurbanne, communes de forte implantation de la diaspora arménienne.

## Présidence de l'OGEA[1]
- 1990-1998 : Yves Roussel
- 1998-2005 : Madeleine Basmadjian
- 2005- : Maurice Gazarian

## Évolution des effectifs
Pour des raisons techniques, il est temporairement impossible d'afficher le graphique qui aurait dû être présenté ici.

## Accès
- Métro : station Garibaldi ( ) ou station Saxe - Gambetta (  ).